# Xã South Fork, Quận Delaware, Iowa
Xã South Fork (tiếng Anh: South Fork Township) là một xã thuộc quận Delaware, tiểu bang Iowa, Hoa Kỳ. Năm 2010, dân số của xã này là 1.118 người.